# Ван Гейт, Луи
Луи Ван Гейт (нидерл. Louis Van Geyt; 24 сентября 1927 — 15 апреля 2016) — бельгийский политик, последний председатель Коммунистической партии Бельгии (1972—1989) перед её разделением.

## Биография
В 1949 году окончил экономический факультет Брюссельского свободного университета. Во время учёбы вступил в Коммунистическую партию Бельгии (КПБ). В 1952—1955 годах был сотрудником газеты КПБ «Драно руж» («Le Drapeau Rouge»). В 1955—1960 годах — помощник секретаря ЦК КПБ, с 1957 года — член ЦК, с 1960 года — член Политбюро ЦК КПБ, в 1972—1989 — председатель КПБ. В 1964—1970 годах был советником в Брюсселе. В 1971—1981 годах был депутатом палаты представителей Бельгии от округа Брюссель-Халле-Вилворде. После смерти завещал своё тело науке.